# Рум'янцево
Рум'я́нцево (рос. Румянцево) — присілок у складі Митищинського міського округу Московської області, Росія.

## Населення
Населення — 60 осіб (2010; 19 у 2002).
Національний склад (станом на 2002 рік):
- росіяни — 100 %